# Comune di Džankoj
Il comune di Džankoj (in russo Джанкойский горсовет?; in ucraino Джанкойська міськрада?; in tataro: Canköy şeer şurası) è un circondario urbano della Crimea con 42.861 abitanti al 2013. Il capoluogo è l'omonima città.

## Geografia antropica

### Suddivisioni amministrative
Il circondario coincide con la città di Džankoj.